# مضخة إنسولين

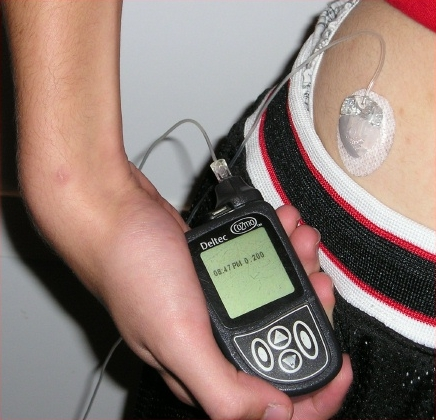
مضخة أنسولين موصولة إلى مستخدمها.

مضخة الأنسولين هي جهاز طبي يستخدم لإعطاء الأنسولين insulin في علاج داء السكري diabetes mellitus، والمعروف أيضًا باسم العلاج المستمر بالأنسولين تحت الجلد continuous subcutaneous insulin therapy. قد يختلف تكوين الجهاز حسب التصميم. لكن بشكل عام تتضمن المضخة التقليدية:
- المضخة pump (بما في ذلك وحدة التحكم والمعالجة والبطاريات)
- خزان للأنسولين مخصص للاستخدام مرة واحدة disposable reservoir for insulin (يتوضع داخل المضخة)
- مجموعة تسريب مخصصة للاستخدام مرة واحدة disposable infusion set، بما في ذلك قنية cannula للإدخال تحت الجلد ونظام أنابيب لتوصيل خزان الأنسولين بالقنية.

التكوينات الأخرى ممكنة. قد تتضمن النماذج الأكثر حداثة تصميمات يمكن التخلص منها disposable أو شبه يمكن التخلص منها semi-disposable لآلية الضخ ويمكن أن تلغي الأنابيب من مجموعة التسريب.
تعد مضخة الأنسولين بديلاً عن الحقن اليومية المتعددة من الأنسولين عن طريق محاقن الأنسولين insulin syringes أو قلم الأنسولين insulin pen وتسمح بعلاج الأنسولين المرن flexible insulin therapy عند استخدامها جنبًا إلى جنب مع مراقبة نسبة الجلوكوز في الدم blood glucose monitoring وعد الكربوهيدرات carbohydrate counting في الأطعمة المتناولة من قبل مريض الداء السكري.

## الاستخدامات الطبية
تُستخدم مضخات الأنسولين لتوصيل الأنسولين بشكل مستمر إلى شخص مصاب بداء السكري من النوع الأول.

### المزايا
- أبلغ المستخدمون عن جودة حياة أفضل (QOL) مقارنة باستخدام الأجهزة الأخرى لإدارة الأنسولين. تم الإبلاغ عن التحسن في QOL في النوع 1 وموضوعات السكري من النوع 2 التي تتطلب الأنسولين على المضخات.[1]
- يوفر استخدام الأنسولين سريع المفعول لتلبية الاحتياجات الأساسية حرية نسبية من الوجبات المنظمة ونظام التمارين الرياضية الذي كان ضروريًا في السابق للتحكم في نسبة السكر في الدم باستخدام الأنسولين بطيء المفعول.[2]
- تسمح المعدلات القاعدية القابلة للبرمجة Programmable basal rates بإعطاء الأنسولين المجدول بكميات مختلفة في أوقات مختلفة من اليوم. هذا الأمر يكون مفيدا بشكل خاص في السيطرة على الأحداث مثل ظاهرة الفجر dawn phenomenon التي تؤدي إلى انخفاض أقل من المتوقع لنسبة السكر في الدم أثناء الليل.[3] (ظاهرة الفجر dawn phenomenon، والتي تسمى أحيانًا تأثير الفجر، هي زيادة ملحوظة في مستويات السكر في الدم (الجلوكوز) تحدث في الصباح الباكر، غالبًا بين الساعة 2 صباحًا والساعة 8 صباحًا، ولقد وصفها شميت Schmidt لأول مرة في عام 1981 على أنها زيادة في نسبة السكر في الدم أو الحاجة المتزايدة للأنسولين الحاصلة عند الفجر، هذه الظاهرة التي تحدث بشكل طبيعي تظهر بشكل متكرر بين عامة السكان وهي ذات صلة سريريًا بمرضى السكري لأنها يمكن أن تؤثر على التدبير الطبي لديهم. على عكس الارتداد المزمن لسوموجي Chronic Somogyi rebound، فإن ظاهرة الفجر dawn phenomenon لا ترتبط بنقص سكر الدم الليلي).

- يشعر العديد من المستخدمين أن تناول الأنسولين من المضخة يكون أكثر ملاءمة وسرية من الحقن.[3][4]
- تمكن مضخات الأنسولين توصيل كميات أكثر دقة من الأنسولين مما يمكن توصيله باستخدام محقنة عادية. هذا يدعم سيطرة أكثر إحكامًا على نسبة السكر في الدم ومستويات الخضاب السكري hemoglobin A1c ، مما يقلل من فرصة حدوث مضاعفات طويلة المدى long-term complications مرتبطة بمرض السكري. ومن المتوقع أن يؤدي ذلك إلى توفير طويل الأجل في التكلفة مقارنةً بالحقن اليومية المتعددة.[5]
  - تحتوي العديد من المضخات «الذكية smart» الحديثة على «معالج البلعة bolus wizard» الذي يحسب كمية الأنسولين التي تحتاجها مع الأخذ في الاعتبار كمية الكربوهيدرات المتوقعة ومستوى السكر في الدم والأنسولين الذي ما يزال نشطا في الدم.
- يمكن أن توفر مضخات الأنسولين سجلاً دقيقًا لاستخدام الأنسولين من خلال قوائم التاريخ الخاصة بها. في العديد من مضخات الأنسولين، يمكن تحميل هذا السجل على جهاز كمبيوتر ورسمه البياني لتحليل الاتجاهات trend .
- الاعتلال العصبي Neuropathy هو اختلاط مزعج لمرض السكري المقاوم للعلاج المعتاد. هناك تقارير عن التخفيف أو الاختفاء التام لألم الاعتلال العصبي المقاوم باستخدام مضخات الأنسولين.[6]
- أظهرت الدراسات الحديثة حول استخدام مضخات الأنسولين في داء السكري من النوع 2 تحسنًا عميقًا في الخضاب السكري HbA1c ، والأداء الجنسي، وآلام الاعتلال العصبي.[7]

## السلبيات
قد تكون مضخات الأنسولين والخراطيش وأجهزة التسريب أغلى بكثير من المحاقن المستخدمة لحقن الأنسولين مع العديد من مضخات الأنسولين التي تكلف أكثر من 6000 دولار؛ يمكن أن تكلف الإمدادات الضرورية أكثر من 300 دولار. عيب آخر لاستخدام مضخة الأنسولين هو زيادة خطر الإصابة بالحماض الكيتوني السكري diabetic ketoacidosis إذا تعطلت المضخة. يمكن أن يحدث هذا إذا تم تفريغ بطارية المضخة، أو إذا كان الأنسولين معطلاً بسبب التعرض للحرارة، أو إذا كان خزان الأنسولين فارغًا، أو يصبح الأنبوب مفكوكًا ويتسرب الأنسولين بدلاً من حقنه، أو في حالة انثناء القنية أو حدوث تزوي في القنية داخل الجسم، مما يمنع إيصال الأنسولين إلى المريض. لذلك، يقوم مستخدموا المضخة عادةً بمراقبة سكر الدم بشكل متكرر لتقييم فعالية توصيل الأنسولين.
- نظرًا لأن مضخة الأنسولين تحتاج إلى ارتداء معظم الوقت، يحتاج مستخدمو المضخة إلى استراتيجيات strategies للمشاركة في الأنشطة التي قد تتلف المضخة، مثل الرياضات القاسية والأنشطة في الماء. قد يجد بعض المستخدمين أن ارتداء المضخة طوال الوقت (جنبًا إلى جنب مع أنبوب مجموعة التسريب) غير مريح أو غير عملي.
- احتمالية حدوث عطل في مضخة الأنسولين، وضرورة اللجوء إلى الحقن اليومية المتعددة حتى يتوفر البديل. ومع ذلك، عادة ما يكون لدى معظم الشركات المصنعة للمضخات برنامج يتح للمستخدم الحصول على مضخة جديدة في غضون 24 ساعة أو يسمح للمستخدم بشراء مضخة ثانية كنسخة احتياطية مقابل رسوم رمزية. بالإضافة إلى ذلك، ستقوم المضخة نفسها بإجراء العديد من فحوصات السلامة على مدار اليوم، وفي بعض الحالات تصل إلى 4,000,000 وقد يكون لها معالج دقيق ثانٍ مخصص لهذا الغرض.
- قد يعاني المستخدمون من تراكم الأنسجة الندبية حول القنية المُدخلة، مما يؤدي إلى نتوء صلب تحت الجلد بعد إزالة القنية. لا تلتئم الأنسجة الندبية بسرعة خاصة، لذا فإن سنوات من ارتداء المضخة وتغيير موقع التسريب ستؤدي إلى نفاد «البقع» الصالحة لارتداء المضخة. بالإضافة إلى ذلك، فإن المناطق التي تتراكم فيها الأنسجة الندبية بشكل عام لديها حساسية أقل للأنسولين وقد تؤثر على المعدلات الأساسية وكميات البلعة في بعض الحالات القصوى، يبدو أن توصيل الأنسولين ليس له تأثير / تأثير ضئيل على خفض مستويات الجلوكوز في الدم ويجب تغيير الموقع.
- قد يتعرض المستخدمون لردود فعل تحسسية وتهيج جلدي آخر من المادة اللاصقة الموجودة على ظهر مجموعة التسريب. قد تختلف الخبرة وفقًا للفرد وشركة تصنيع المضخة ونوع مجموعة التسريب المستخدمة.
- قد تكون هناك حاجة إلى كمية أكبر من الأنسولين من أجل استخدام المضخة. يمكن «إهدار» العديد من وحدات الأنسولين أثناء إعادة ملء خزان المضخة أو تغيير موقع التسريب. قد يؤثر هذا على معلومات الوصفات الطبية والجرعة.

## إمكانية الوصول
يتزايد استخدام مضخات الأنسولين بسبب:
- توصيل سهل لحقن الأنسولين المتعددة لمن يستخدمون العلاج المكثف بالأنسولين intensive insulin therapy.
- توصيل دقيق لجرعات صغيرة جدًا مفيدة للرضع.
- تزايد الدعم بين الأطباء وشركات التأمين بسبب الفوائد التي تساهم في الحد من حدوث المضاعفات طويلة الأمد.
- التحسينات في مراقبة نسبة السكر في الدم blood glucose monitoring. أجهزة القياس الجديدة تتطلب قطرات أصغر من الدم، وغرزة وخز الحربة في الأصابع أصغر وأقل إيلامًا. تدعم هذه الأجهزة أيضًا اختبار الموقع البديل alternate site testing من أجل الاختبارات الأكثر روتينية للحصول على اختبار أقل إحداثا للألم بشكل خاص.

## تاريخيا
في عام 1974، تم إنشاء أول مضخة أنسولين وأطلق عليها اسم Biostator. كانت المضخة الأولى كبيرة جدًا لدرجة أنها كانت تُلبس كحقيبة ظهر. كما أن لديها القدرة على مراقبة مستويات الجلوكوز في الدم، لذا يتضاعف هذا أيضًا كأول جهاز مراقبة مستمر للجلوكوز. اليوم مضخات الأنسولين صغيرة جدًا بحيث يمكن وضعها في الجيب أو المحفظة.
في عام 1921، اكتشف الجراح فريدريك بانتينج Fredrick Banting ومساعده تشارلز بيست Charles Best كيفية استخراج الأنسولين من كلب. باستخدام هذه المعلومات، كان أول شخص حصل على أول جرعة أنسولين هو ليونارد طومسون Leonard Thompson البالغ من العمر 14 عامًا. في غضون 24 ساعة من حقن الأنسولين، عادت مستويات الجلوكوز المرتفعة الخطيرة في طومسون Thompson إلى وضعها الطبيعي. بدون اختراع الأنسولين، لن نحتاج إلى مضخات الأنسولين.
في عام 1984، تم استخدام جهاز إنفيوسيد Infusaid القابل للزرع في علاج امرأة مصابة بالسكري تبلغ من العمر 22 عامًا بنجاح.
تم اعتماد مضخة الأنسولين لأول مرة في المملكة المتحدة في عام 2003 من قبل المعهد الوطني للتميز في الرعاية الصحية National Institute for Health and Care Excellence (اختصارا NICE ).

### التطورات
أصبحت مضخات الأنسولين الجديدة «ذكية smart» مع إضافة ميزات جديدة لتصميمها. هذا يبسط المهام التي ينطوي عليها تسليم بلعة الأنسولين insulin bolus.
- الأنسولين على متن اللوحة insulin on board : يعتمد هذا الحساب على حجم البلعة والوقت المنقضي منذ اكتمال البلعة ومعدل الأيض (الاستقلاب) metabolic rate القابل للبرمجة. سيقدر برنامج المضخة كمية الأنسولين المتبقية في مجرى الدم وينقله إلى المستخدم. هذا يدعم عملية إجراء بلعة جديدة قبل اكتمال تأثيرات آخر بلعة، وبالتالي، يساعد في منع المستخدم من التعويض الزائد عن ارتفاع نسبة السكر في الدم باستخدام جرعات تصحيحية غير ضرورية.
- حاسبات البلعة bolus calculators: يساعد برنامج المضخة في حساب جرعة الأنسولين التالية. يقوم المستخدم بإدخال جرامات الكربوهيدرات المراد استهلاكها، واعتمادا على ذلك يقوم «معالج» البلعة bolus "wizard" بحساب وحدات الأنسولين المطلوبة. يتم ضبط كمية هذه الوحدات وفقًا لأحدث مستوى للسكر في الدم وكمية الأنسولين المتبقي الموجود داخل جسم المريض، ثم يقترح أفضل جرعة أنسولين للمستخدم للموافقة عليها وتقديمها.
- إنذارات مخصصة custom alarms: يمكن للمضخة مراقبة الأنشطة خلال أوقات محددة من اليوم وتنبيه المستخدم في حالة عدم حدوث نشاط متوقع. تشمل الأمثلة جرعة فائتة من طعام الغداء، وفقدان اختبار جلوكوز الدم، واختبار جديد لنسبة الجلوكوز في الدم بعد 15 دقيقة من اختبار انخفاض مستوى الجلوكوز في الدم، وما إلى ذلك.
- البلعة اللمسية touch bolus: للأشخاص الذين يعانون من إعاقات بصرية، يمكن استخدام هذا الزر الموجود على المضخة لإعطاء بلعة الأنسولين دون استخدام الشاشة. يعمل هذا مع نظام أصوات تنبيه لتأكيد معلمات البلعة bolus parameters لمستخدم المضخة. توصف هذه الميزة بأنها «لمس touch» أو «صوتي audio» أو بلعة «سهلة easy» وهذا يعتمد على النوع التجاري. تم تقديم هذه الميزة لأول مرة في منتصف إلى أواخر التسعينيات في القرن الماضي.
- واجهة لأجهزة الكمبيوتر الشخصية interface to personal computers: منذ أواخر التسعينيات، يمكن لمعظم المضخات التفاعل مع أجهزة الكمبيوتر الشخصية لإدارة وتوثيق برمجة المضخات و / أو تحميل البيانات من المضخة. هذا يبسط حفظ السجلات ويمكن ربطه ببرنامج معالجة مرض السكري diabetes management software.
- التكامل مع أجهزة قياس جلوكوز الدم integration with blood glucose meters: يمكن إدخال بيانات جلوكوز الدم يدويًا في المضخة لدعم معالج البلعة لحساب جرعة الأنسولين التالية. تدعم بعض المضخات واجهة استخدام تسمح بتبادل البيانات بين مضخة الأنسولين وجهاز قياس السكر في الدم.
  - إن سلسلة مضخات الأنسولين Medtronic Diabetes Minimed Paradigm تسمح بالاتصال عن طريق ترددات الراديو radio frequency RF. هذا الأمر يمكن المضخة من تلقي بيانات من جهاز Lifescan (في الولايات المتحدة) أو جهاز Bayer لقياس سكر الدم (في بلدان أخرى).
  - إن جهاز انيماس بينغ Animas Ping هو عبارة عن مضخة / جهاز قياس جلوكوز الدم مزدوج pump/blood glucose meter combo والذي يتصل ببعضه البعض باستخدام تردد الراديو. يمكن لكليهما العمل بشكل مستقل عن بعضهما البعض ولكل منهما تخزين تاريخه الخاص. الغرض الرئيسي من الاتصال بين المضخة وجهاز القياس هو أنه يسمح بعمل بلعات من جهاز القياس أو المضخة. هذا الأمر مفيد بشكل خاص عند تصحيح ارتفاع نسبة سكر الدم حيث يتذكر جهاز القياس القراءات ويستخدمها بشكل تلقائي في تصحيح بلعات الأنسولين إذا كان عمر هذه القراءات أقل من 15 دقيقة.
  - إن مضخة الأنسولين DANA Diabecare IISG تحتوي على مقياس سكر الدم بداخلها. بعد فحص نسبة السكر في الدم باستخدام جهاز قياس السكر المدمج، يمكن للمستخدم استخدام معالج البلعة لتوصيل جرعة الأنسولين المطلوبة.
  - يحتوي Insulet OmniPod على جهاز تحكم عن بعد منفصل، يُعرف أيضًا باسم مراقب السكري الشخصي (PDM)، والذي يتميز بمقياس مدمج يستخدم شرائط اختبار Freestyle. هذا يلغي الحاجة إلى حمل وإدارة جهاز قياس منفصل أو نقل نتائج جلوكوز الدم من جهاز إلى جهاز.
- التكامل مع أنظمة مراقبة الجلوكوز المستمرة integration with continuous glucose monitoring systems: يمكن استخدام بعض مضخات الأنسولين كشاشة عرض لقيم السكر الخلالي interstitial glucose التي تم الحصول عليها من نظام أو حساس استشعار لمراقبة السكر المستمر.
  - إن سلسلة Minimed Paradigm series' RF link تدعم أيضًا مستشعرًا مستمرًا لقياس نسبة السكر في الدم continuous blood glucose sensor والتي تعرف باسم جهاز Paradigm REAL-Time لمراقبة السكر المتواصل والذي يوفر لاسلكيًا قيمة السكر الخلالي كل 5 دقائق على شاشة المضخة. إن نظام Medtronic REAL-Time كان هو أول نظام يربط جهاز مراقبة مستمر بنظام مضخة الأنسولين. في مضخة الأنسولين من طراز Minimed 530G with Enlite (في الولايات المتحدة) أو مضخة الأنسولين من طراز Paradigm Veo (في بلدان أخرى)، يمكن للمضخة الدخول في وضع تعليق بسبب انخفاض السكر حيث يتم إيقاف توصيل الأنسولين بالكامل (جرعة الأنسولين والأنسولين القاعدي) إذا كانت قيم السكر الخلالي أقل من عتبة نقص السكر في الدم. في سلسلة مضخات الأنسولين 640G Minimed، يمكن أيضًا الدخول في وضع التعليق الناجم عن انخفاض الجلوكوز low glucose suspend mode بناءً توقع حدوث نقص السكر في الدم.[11]
  - إن مضخة الأنسولين Animas Vibe هي عبارة عن مضخة أنسولين متكاملة تمامًا مع جهاز Dexcom G4 للمراقبة المستمرة للسكر. يتصل الجهازان لاسلكيًا لمراقبة وتتبع مستويات السكر في الدم واكتشاف الأنماط. يتميز جهاز Dexcom G4 بأنه مصمم لمراقبة مستويات السكر كل خمس دقائق طوال 7 أيام من الارتداء المستمر.[12] تمت الموافقة على استخدام مضخة الأنسولين Animas Vibe في أوروبا في عام 2011، وكندا والولايات المتحدة في يناير وديسمبر 2014، على التوالي.[13][14] ملاحظة: لا تتوفر مضخات الأنسولين من شركة Animas بسبب قرار شركة Johnson & Johnson بوقف العمل في شركة Animas التابعة لها.[15]
- قد تشتمل الخيارات الأخرى على جهاز التحكم عن بعد، وحجيرة بدون أنبوب tubeless pod، وواجهة شاشة تعمل باللمس، وبطارية قابلة لإعادة الشحن، وخرطوشة أنسولين مملوءة مسبقًا.

إن مضخة الأنسولين MiniMed 670G هي نوع من مضخات الأنسولين ونظام الاستشعار الذي ابتكرته شركة ميدترونيك Medtronic. تمت الموافقة عليه من قبل إدارة الغذاء والدواء الأمريكية US FDA في سبتمبر 2016 وكان أول نظام هجين مغلق الحلقة closed loop system يستشعر متطلبات الأنسولين القاعدية basal لمريض السكري diabetic ويقوم تلقائيًا بتعديل توصيله إلى الجسم.

#### التطورات المستقبلية
- عندما يتم الجمع بين تقنية مضخة الأنسولين ونظام مراقبة مستمر لنسبة السكر في الدم continuous blood glucose monitoring، تبدو هذه التقنية واعدة للتحكم في مستوى السكر في الدم في الوقت الفعلي. لا توجد حاليًا خوارزميات ناضجة للتحكم تلقائيًا في توصيل الأنسولين بناءً على ملاحظات مستوى السكر في الدم. عند إغلاق هذه الحلقة، قد يعمل النظام كبنكرياس اصطناعي artificial pancreas.
- تُستخدم مضخات الأنسولين في تسريب مادة البراملينتيد pramlintide (الاسم التجاري سيملين Symlin أو الأميلين الاصطناعي synthetic amylin) مع تسريب الأنسولين لتحسين التحكم في نسبة السكر في الدم بعد الأكل postprandial glycemic control مقارنة بالأنسولين وحده.
- مضخات الأنسولين الهرمونية المزدوجة التي تسرب إما الأنسولين insulin أو الجلوكاجون glucagon. في حالة نقص السكر في الدم، يمكن تحفيز الجلوكاجون لزيادة نسبة السكر في الدم. سيكون هذا مفيدًا بشكل خاص في نظام الحلقة المغلقة تحت سيطرة جهاز استشعار السكر. إن البنكرياس الاصطناعي Artificial Pancreas، الذي يخضع حاليًا للتجارب السريرية للحصول على موافقة إدارة الغذاء والدواء FDA، هو جهاز تم تطويره مؤخرًا مع وضع هذه التقنية في الاعتبار.[19]
- الأنسولين فائق السرعة Ultrafast insulins. يتم امتصاص هذه الأنواع من الأنسولين بسرعة أكبر من الأنسولين المتاح حاليًا وهي هومالوغ Humalog، نوفولوغ Novolog، وأبيدرا Apidra والتي تمتلك ذروة امتصاص حوالي الدقيقة 60 من اعطائها.[20] من شأن امتصاص الأنسولين الأسرع أن ينسق نظريًا مع الوجبات بشكل أفضل، ويسمح بالتعافي بشكل أسرع من ارتفاع السكر في الدم إذا تم تعليق ضخ الأنسولين. يتم تطوير الأنسولين فائق السرعة من قبل بيوديل،[21] هالوزيم،Halozyme ، ونوفو نورديسك Novo Nordisk.[22]
- تطوير قلم ذكي لحقن الانسولين "InPen" وحصل على موافقة إدارة الغذاء والدواء "FDA" يُمكّن المريض نفسه من ضخ الانسولين. 28

## الجرعات

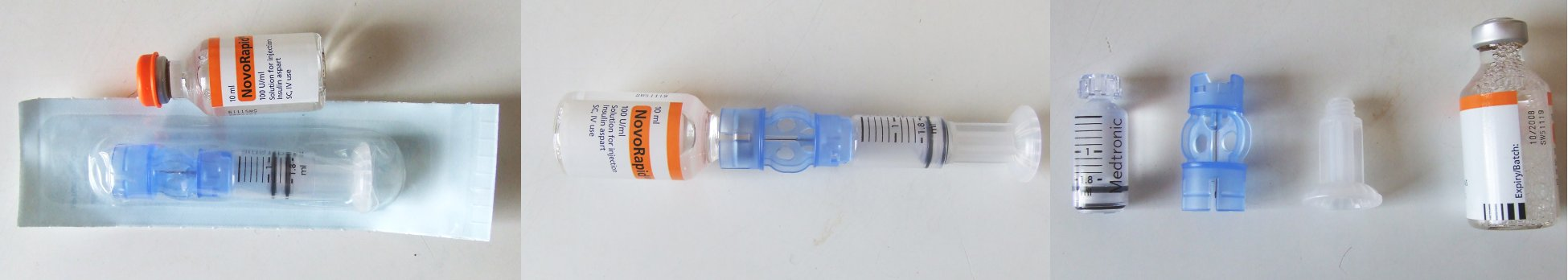
ملء خزان مضخة الأنسولين. (من اليسار إلى اليمين)
1: خزان في عبوة معقمة.
2: ملء الخزان.
3: الخزان الذي تم فك الإبرة والمكبس فيه ، وجاهز للتركيب في مجموعة الحقن.

تسمح مضخة الأنسولين باستبدال الأنسولين بطيء المفعول لتلبية الاحتياجات القاعدية basal needs بالتسريب المستمر للأنسولين سريع المفعول.إن مضخة الأنسولين تعطي المريض نوعًا واحدًا من الأنسولين سريع المفعول بطريقتين:
- جرعة بلعة bolus dose يتم ضخها لتغطية الطعام الذي تم تناوله أو لتصحيح ارتفاع مستوى السكر في الدم high blood glucose.

جرعة قاعدية basal dose يتم ضخها باستمرار بمعدل قاعدي basal rateقابل للتعديل لتوصيل الأنسولين المطلوب بين الوجبات وفي الليل.

### شكل البلعة Bolus shape
يمكن لمستخدم مضخة الأنسولين التأثير على شكل سير إعطاء الأنسولين سريع المفعول من خلال تشكيل البلعة. يمكن للمستخدمين تجربة أشكال البلعة لتحديد الأفضل لأي طعام معين، مما يعني أنه يمكنهم تحسين التحكم في نسبة السكر في الدم عن طريق تكييف شكل البلعة مع احتياجاتهم.
| شكل البلعة                                                         | شكل البلعة | شكل البلعة |
| ------------------------------------------------------------------ | --- | --- |
| البلعة القياسية standard bolus                                     | هي عبارة عن تسريب وضخ بلعة الأنسولين بالكامل في بداية البلعة. إنه أقرب ما يكون إلى الحقن. عن طريق الضخ باستخدام شكل "سبايك"، يكون الإجراء المتوقع هو أسرع بلعة ممكنة لهذا النوع من الأنسولين. البلعة القياسية هي الأنسب عند تناول وجبات عالية الكربوهيدرات منخفضة البروتين لأنها ستعيد سكر الدم إلى مستوياته الطبيعية بسرعة. | |
| البلعة الممتدة extended bolus                                      | عبارة عن تسريب بطيء من الأنسولين ينتشر بمرور الوقت. عن طريق الضخ على شكل "موجة مربعة"، تتجنب البلعة إعطاء جرعة أولية عالية من الأنسولين والتي قد تدخل الدم وتسبب انخفاض نسبة سكر الدم قبل أن يسهل الهضم دخول السكر إلى الدم. تعمل البلعة الممتدة أيضًا على إطالة تأثير الأنسولين بشكل جيد إلى ما هو أبعد من الأنسولين لوحده. تعد البلعة الممتدة مناسبة عند تغطية وجبات غنية بالدهون وغنية بالبروتين مثل شرائح اللحم، والتي سترفع نسبة السكر في الدم لعدة ساعات بعد بداية البلعة. البلعة الممتدة مفيدة أيضًا لمن يعانون من بطء الهضم (مثل خزل المعدة gastroparesis أو الداء الزلاقي coeliac disease). | |
| البلعة المركبة / البلعة متعددة الموجات combination bolus/multiwave | | هي مزيج من بلعة قياسية مع موجة مربعة ممتدة. يوفر هذا الشكل جرعة كبيرة من الأنسولين في المقدمة، ثم يمتد أيضًا ذيل عمل الأنسولين. البلعة المختلطة مناسبة للوجبات عالية الكربوهيدرات عالية الدهون مثل البيتزا والمعكرونة مع صلصة الكريمة الثقيلة وكعكة الشوكولاتة. |
| البلعة الفائقة super bolus                                         | هي طريقة لزيادة الارتفاع الذروي للبلعة القياسية. حيث أن مفعول الأنسولين المعطى بشكل بلعة في مجرى الدم سوف يمتد لعدة ساعات، فإن الأنسولين القاعدي من الممكن أن يتم إيقافه أو تقليله خلال هذا الوقت. هذا يسهل "استعارة واقتراض borrowing" الأنسولين القاعدي basal insulin حيث يعطى ضمنا مع البلعة الذروية bolus spike مما يحقق إعطاء لنفس الجرعة الإجمالي من الأنسولين مع عمل أسرع مما يمكن تحقيقه مع البلعة الذروية bolus spike ومعدل التسريب القاعدي basal rate معًا. إن البلعة الفائقة super bolus مفيدة لبعض الأطعمة (مثل حبوب الإفطار السكرية) التي تسبب ارتفاعًا كبيرًا في نسبة السكر في الدم بعد الأكل. إن البلعة الفائقة تهاجم ذروة ارتفاع السكر في الدم blood sugar peak مع أسرع طريقة لتوصيل للأنسولين يمكن تحقيقها عمليًا عن طريق الضخ. | |

### توقيت البلعة
نظرًا لأن مستخدم المضخة مسؤول عن بدء البلعة يدويًا، فإن هذا يوفر للمستخدم فرصة إجراء الجرعة المسبقة التحضير pre-bolus مما يحسين قدرة مضخة الأنسولين على منع ارتفاع السكر في الدم بعد تناول الطعام. إن بلعة ما قبل البلعة pre-bolus هي مجرد جرعة أنسولين تُعطى قبل أن تكون ضرورية بالفعل لتغطية الكربوهيدرات التي يتم تناولها.
هناك حالتان حيث تكون فيها البلعة المسبقة pre-bolus مفيدة:
1. سوف تخفف جرعة الأنسولين المسبقة pre-bolus من الارتفاع المفاجئ في نسبة السكر في الدم الناتج عن تناول الأطعمة عالية نسبة السكر في الدم. عادةً ما تبدأ نظائر analogs الأنسولين المحقونة مثل نوفولغو NovoLog وأبيدرا Apidra في خفض مستويات السكر في الدم بعد 15 أو 20 دقيقة من التسريب. نتيجة لذلك، فإن السكريات سهلة الهضم غالبا ما تصل إلى مجرى الدم بشكل أسرع بكثير من الأنسولين المسرب لتغطيتها، وبالتالي يرتفع مستوى السكر في الدم نتيجة لذلك. إذا تم ضخ البلعة قبل 20 دقيقة من تناول الطعام، فإن أنسولين البلعة المسبقة سوف يصل إلى مجرى الدم في نفس الوقت وبشكل متزامن مع وصول السكريات المهضومة مما يسمح بالتحكم في شدة الارتفاع الذروي magnitude of the spike للسكر في الدم.
2. يمكن أن تجمع البلعة المسبقة pre-bolus من الأنسولين بين بلعة الوجبة والبلعة التصحيحية عندما يكون سكر الدم أعلى من النطاق المستهدف قبل الوجبة. توقيت البلعة هو متغير يمكن التحكم فيه لخفض مستوى السكر في الدم قبل تناول الطعام مرة أخرى مما يؤدي إلى زيادته.

وبالمثل، يكون من الأفضل تدبير انخفاض مستوى سكر الدم أو الطعام منخفض المحتوى من السكريات باستخدام جرعة الأنسولين بعد after بدء الوجبة. يؤثر مستوى السكر في الدم، ونوع الطعام الذي يتم تناوله، والاستجابة الفردية للفرد للطعام والأنسولين على الوقت المثالي لبلعة الأنسولين المعطاة للمريض عن طريق المضخة.

### نماذج المعدل القاعدي Basal rate patterns
يمكن أيضًا تخصيص نمط توصيل الأنسولين القاعدي على مدار اليوم بنمط يناسب مستخدم المضخة.
- خفض مستوى الأنسولين القاعدي ليلاً لمنع انخفاض نسبة السكر في الدم عند الرضع والأطفال الصغار.
- زيادة في الأنسولين القاعدي ليلاً لمواجهة ارتفاع مستويات السكر في الدم بسبب هرمون النمو لدى المراهقين.
- زيادة قبل الفجر لمنع ارتفاع نسبة السكر في الدم بسبب تأثير ظاهرة الفجر [:en:Dawn_phenomenon]dawn effect عند البالغين والمراهقين.
- في خطة استباقية قبل أوقات التمرين المجدولة بانتظام مثل الصالة الرياضية الصباحية لأطفال المدارس الابتدائية أو ممارسة كرة السلة بعد المدرسة لأطفال المدارس الثانوية.

### تصميم المعدل القاعدي Basal rate determination
تختلف متطلبات الأنسولين القاعدية باختلاف الأفراد وفترات اليوم. يتم تحديد المعدل القاعدي لفترة زمنية معينة عن طريق الصيام مع التقييم الدوري لمستوى السكر في الدم. يجب أن لا يتم تناول الطعام أو بلعة الأنسولين قبل مدة 4 ساعات من بدء التقييم ولا أثناء التقييم. إذا تغير مستوى السكر في الدم بشكل كبير أثناء التقييم، فيمكن تعديل المعدل القاعدي لزيادة أو تقليل توصيل الأنسولين للحفاظ على مستوى السكر في الدم ثابتًا تقريبًا.
على سبيل المثال، لتحديد المتطلبات القاعدية الصباحية للفرد، يجب عليه تخطي وجبة الإفطار. عند الاستيقاظ، سيختبرون مستوى السكر في الدم بشكل دوري حتى الغداء. يتم تعويض التغيرات في مستوى السكر في الدم بتعديلات في المعدل القاعدي الصباحي. تتكرر العملية على مدار عدة أيام، مع تغيير فترة الصيام، حتى يتم تكوين ملف تعريف أساسي على مدار 24 ساعة والذي يحافظ على مستويات السكر في الدم ثابتة نسبيًا. بمجرد مطابقة المعدل الأساسي للحاجة إلى الأنسولين القاعدي للصيام، سيكتسب مستخدم المضخة بعد ذلك المرونة لتخطي أو تأجيل الوجبات مثل النوم في وقت متأخر في عطلة نهاية الأسبوع أو العمل الإضافي في أيام الأسبوع.
يمكن للعديد من العوامل تغيير متطلبات الأنسولين وتتطلب تعديل المعدل القاعدي:
- استمرار موت خلايا بيتا بعد تشخيص داء السكري من النوع 1 (فترة شهر العسل honeymoon period)
- طفرات النمو خاصة خلال فترة البلوغ puberty
- زيادة الوزن أو فقدانه
- أي علاج دوائي يؤثر على حساسية الأنسولين (مثل الكورتيكوستيرويدات corticosteroids)
- الأكل أو النوم أو ممارسة التغييرات الروتينية
- كلما كانت السيطرة على ارتفاع السكر في الدم مهينة
- وحسب الفصول.

يجب توعية مستخدم المضخة من قبل أخصائي رعاية مرضى السكري حول تحديد المعدل القاعدي قبل البدء في العلاج بالمضخة.

### المعدلات القاعدية المؤقتة Temporary basal rates
نظرًا لأن الأنسولين القاعدي يتم توفيره كأنسولين سريع المفعول، يمكن زيادة الأنسولين القاعدي أو إنقاصه على الفور حسب الحاجة بمعدل قاعدي مؤقت. تتضمن الأمثلة عندما يكون ذلك مفيدًا:
- كراكب خلال رحلة طويلة بالسيارة، عندما تكون هناك حاجة إلى مزيد من الأنسولين بسبب عدم النشاط.
- أثناء القيادة في رحلة طويلة، لتقليل مخاطر نقص السكر في الدم، يمكن برمجة معدل قاعدي أقل مؤقتًا.
- أثناء وبعد التمارين أو الأنشطة الرياضية العفوية، عندما يحتاج الجسم إلى كمية أقل من الأنسولين.
- أثناء المرض أو الإجهاد، عندما يزداد الطلب الأساسي بسبب مقاومة الأنسولين insulin resistance.
- عند وجود كيتونات الدم ketones، عند الحاجة إلى الأنسولين الإضافي.
- عندما تكون في صيام ممتد (مثل رمضان Ramadan أو الصوم الكبير Lent أو يوم الغفران Yom Kippur) عندها تكون المتطلبات القاعدية أقل.
- أثناء الحيض menses، عندها تكون هناك حاجة إلى أنسولين قاعدي إضافي.

## المجتمع والثقافة

### الأمان Security
في أغسطس 2011، أظهر الباحث غاي رادكليف Jay Radcliffe وهو باحث في شركة أي بي أم IBM، وجود خلل أمني في مضخات الأنسولين. تمكن رادكليف Radcliffe من اختراق الواجهة اللاسلكية المستخدمة للتحكم في المضخة عن بعد. وقالت شركة تصنيع المضخات ميدترونيك Medtronic في وقت لاحق إن البحث الأمني الذي أجرته شركة ماكافي McAfee كشف عن خلل في مضخاتها يمكن استغلاله.

#### شركة أنيماس Animas Corporation
في عام 2017، أعلنت شركة أنيماس Animas Corporation عن قرارها بالتوقف عن تصنيع وبيع مضخات الأنسولين Animas Vibe و OneTouch Ping. دخلت الشركة في شراكة مع شركة ميدترونيك Medtronic لضمان تمكن عملاء شركة أنيماس Animas من الاستمرار في العلاج بالمضخة وتلقي الإمدادات والدعم الذي يحتاجون إليه.